# Chiampo
Chiampo là một đô thị tại tỉnh Vicenza ở vùng Veneto, Ý.
Đô thị này có diện tích 22  km², dân số là 12.618 người (thời điểm 28 tháng 2 năm 2007)